# Niu d'Art Poètic
El Niu d'Art Poètic és una entitat cultural sense ànim de lucre, fundada el 2007 a Parets del Vallès amb l'objectiu de difondre la poesia. La seva seu es troba al Casal de cultura Ca n'Oms de Parets. Anualment organitzen un festival poètic on hi participen diferents poetes i rapsodes de tot l'àmbit de parla catalana. Hi té lloc al Teatre Can Rajoler. Des de 2009 també organitzen un concurs escolar de poesia, entre els estudiants d'ESO del municipi. Són o han estat membres destacats: Jaume Anfruns i Palau, Josep Fité, Quima Guasch,Joan Sala i Vila, Maria Pujol i Ciurans, Joan Navarro, Eulàlia Ripoll, Miquel Molina o Isidre Oller (actual president de l'entitat).
Fins a la pandèmia, el Niu d'Art Poètic organitzava una trobada mensual, normalment amb algun poeta convidat i amb possibilitat de micròfon lliure. A més, ha dut a terme durant els anys 2013 a 2017 una tertúlia mensual al Restaurant el Jardí de Parets amb un convidat especial en un format molt proper que ens va deparar vetllades memorables (Isabel-Clara Simó, Jordi Llavina, Care Santos, Joan-Lluís Lluís, Genís Sinca...). També són remarcables els muntatges multidisciplinars per a les festes majors d'hivern i estiu de Parets com a divulgació poètica a través d'una trama teatral, de la música i fins i tot de la dansa; o les presentacions de llibres de qualsevol gènere i les participacions ens actes públics tant a Parets com a fora.
Cal remarcar que l'actual Niu d'Art va néixer per complir els requeriments d'una associació legalitzada, però ja existia d'una manera o altra des del primer Festival de la Poesia de Parets, el dia de Reis de 1962. Aquest festival es va repetir diversos anys fins que no ha fallat cap any des de l'edició de 2002. La darrera edició ha estat el 23 d'octubre de 2021 i en representava la número 34. El festival se celebra en un format múltiple ja que acull un concurs de rapsodes, un premi de poesia inèdita i, des de 2017, també un premi de poesia visual. En el concurs de rapsodes, cada participant ha de recitar un poema lliure i un altre del poeta a qui es dedica el festival. Des del 2015 es considerà que seria molt enriquidor dedicar el festival a un poeta viu i que ens pogués acompanyar en la vetllada. En el festival citat de 2021, la convidada ha estat la Mireia Calafell, fet que representa tancar un cercle encoratjador perquè és la primera figura que apareix al món poètic a Parets -va guanyar el premi de poesia inèdita el 2005, poc abans d'adjudicar-se l'Amadeu Oller- i que torna a Parets com a poeta consolidada.
| any  | poeta convidat  | guanyador poesia inèdita           | guanyador certamen rapsodes             | guanyador poesia visual                             |
| ---- | --------------- | ---------------------------------- | --------------------------------------- | --------------------------------------------------- |
| 2015 | Joan Margarit   | Jaume Piquet (Manresa)             | Pilar Guasch (Mollet del Vallès)        | no se celebrà                                       |
| 2016 | Olga Xirinacs   | Aureli Trujillo (Reus)             | Baltasar Fonts (Moià)                   | no se celebrà                                       |
| 2017 | Enric Casasses  | David Jou Bueno (Barcelona)        | Maria Pujol Ciurans (Parets del Vallès) | Ariadna Torres (Manresa)                            |
| 2018 | Àlex Susanna    | Daniel Justribó (Barcelona)        | Baltasar Fonts (Moià)                   | Enric Badal (el Masnou)-Dolors Vinyoles (Esplugues) |
| 2019 | Ponç Pons       | Clara Fontanet (Mancor de la Vall) | Josep Maria Diéguez (Vic)               | Òscar Palazón (Tarragona)                           |
| 2020 | Anna Gual       | Montserrat Bastons (Barcelona)     | Iosune Arriaran (Ciutadella)            | Àlex Monfort (Valldoreix)                           |
| 2021 | Mireia Calafell | Lali Barenys (Barcelona)           | Toni Guillemat (Tarragona)              | Jaume Baigual (Sentmenat)                           |